# Ágnes Gergely
Ágnes Gergely (ur. 5 października 1933 w Endrőd) – węgierska poetka i powieściopisarka żydowskiego pochodzenia. 

## Życiorys
Pochodziła z żydowskiej rodziny. Jej ojciec zginął wykonując pracę przymusową podczas II wojny światowej. W wieku siedemnastu lat zaczęła pracę w fabryce, ucząc się na tokarza, jednak dzięki zdanym egzaminom zaczęła później studiować literaturę węgierską i angielską na Uniwersytecie Loránda Eötvösa. Następnie m.in. uczyła w szkole średniej, zajmowała się produkcją radiową, a także była redaktorką magazynu „Nagyvilág”. W 1963 roku zadebiutowała tomikiem poetyckim Ajtófélfámon jel vagy. W swojej twórczości często zajmowała się rolą pisarza we współczesnej kulturze i polityce oraz ironią życia literackiego. Należała do zwolenników wprowadzania zachodnich wpływów do literatury węgierskiej. W połowie lat 70. przebywała w Stanach Zjednoczonych w ramach międzynarodowego programu pisarskiego Uniwersytetu Iowa. Wykładała literaturę angielską na Uniwersytecie Loránda Eötvösa, a także zajmowała się tłumaczeniem poezji brytyjskiej i amerykańskiej, w tym twórczości Williama Butlera Yeatsa.
Jest laureatką licznych nagród literackich. Dwukrotnie została wyróżniona nagrodą im. Attili Józsefa (1977, 1987), a w 2000 roku zdobyła nagrodę im. Kossuta.
Jej twórczość przetłumaczono na angielski, szwedzki francuski i niemiecki. Po polsku jej wiersze ukazały się w antologii Podźwignęło się morze: poezja węgierska (2000) pod redakcją Konrada Sutarskiego.
Mieszka w Budapeszcie.

## Wybrana twórczość

### Poezja
- 1963: Ajtófélfámon jel vagy
- 1968: Johanna
- 1970: Azték pillanat
- 1973: Válogatott szerelmein – wybór poezji i przekładów
- 1978: Kobaltország
- 1981: Hajóroncs

### Proza
- 1966: Glogovácz es a Holdkórosok
- 1976: A Chicagói Változat

- 1977: A Tolmács
- 1983: Stációk

Źródło.